# Vince Barnett
Vince Barnett, född 4 juli 1902 i Pittsburgh, Pennsylvania, död 10 augusti 1977 i Encino, Kalifornien, var en amerikansk skådespelare. Barnett medverkade i nära 200 filmer, oftast i små komiska roller. Han skådespelade även i över 30 TV-produktioner. Barnett blev också känd som flitigt anlitad practical joker som lurade såväl högt uppsatta personer i filmindustrin som politiker.

## Filmografi (i urval)
- 1930 – På västfronten intet nytt (ej krediterad)
- 1932 – Scarface – Chicagos siste gangster
- 1932 – Charmören på stora cafét
- 1934 – När New York sover
- 1936 – Riffraff
- 1937 – Hollywood (ej krediterad)
- 1940 – Sju syndare
- 1945 – Badflickan
- 1946 – Hämnarna
- 1946 – Hjälten från Virginia
- 1947 – Med våldets rätt
- 1947 – Den höga muren
- 1951 – Farlig mark (ej krediterad)